# Реткув (Нижньосілезьке воєводство)
Реткув (пол. Retków) — село в Польщі, у гміні Ґрембоциці Польковицького повіту Нижньосілезького воєводства.
Населення — 384 особи (2011).
У 1975-1998 роках село належало до Легницького воєводства.

## Демографія
Демографічна структура станом на 31 березня 2011 року:
|          | Загалом | Допрацездатний вік | Працездатний вік | Постпрацездатний вік |
| -------- | ------- | ------------------ | ---------------- | -------------------- |
| Чоловіки | 193     | 43                 | 138              | 12                   |
| Жінки    | 191     | 39                 | 112              | 40                   |
| Разом    | 384     | 82                 | 250              | 52                   |